# شهرک گودرز
شهرک گودرز، روستایی از توابع شهرستان رستم درقسمت جنوب غربی استان فارس ایران است.

## جمعیت
این روستا در دهستان رستم یک قرار دارد و براساس سرشماری مرکز آمار ایران در سال ۱٣٩۵، جمعیت آن ۶٠٢نفر (۱۱۸خانوار) بوده‌است.